# Мармарошские говоры

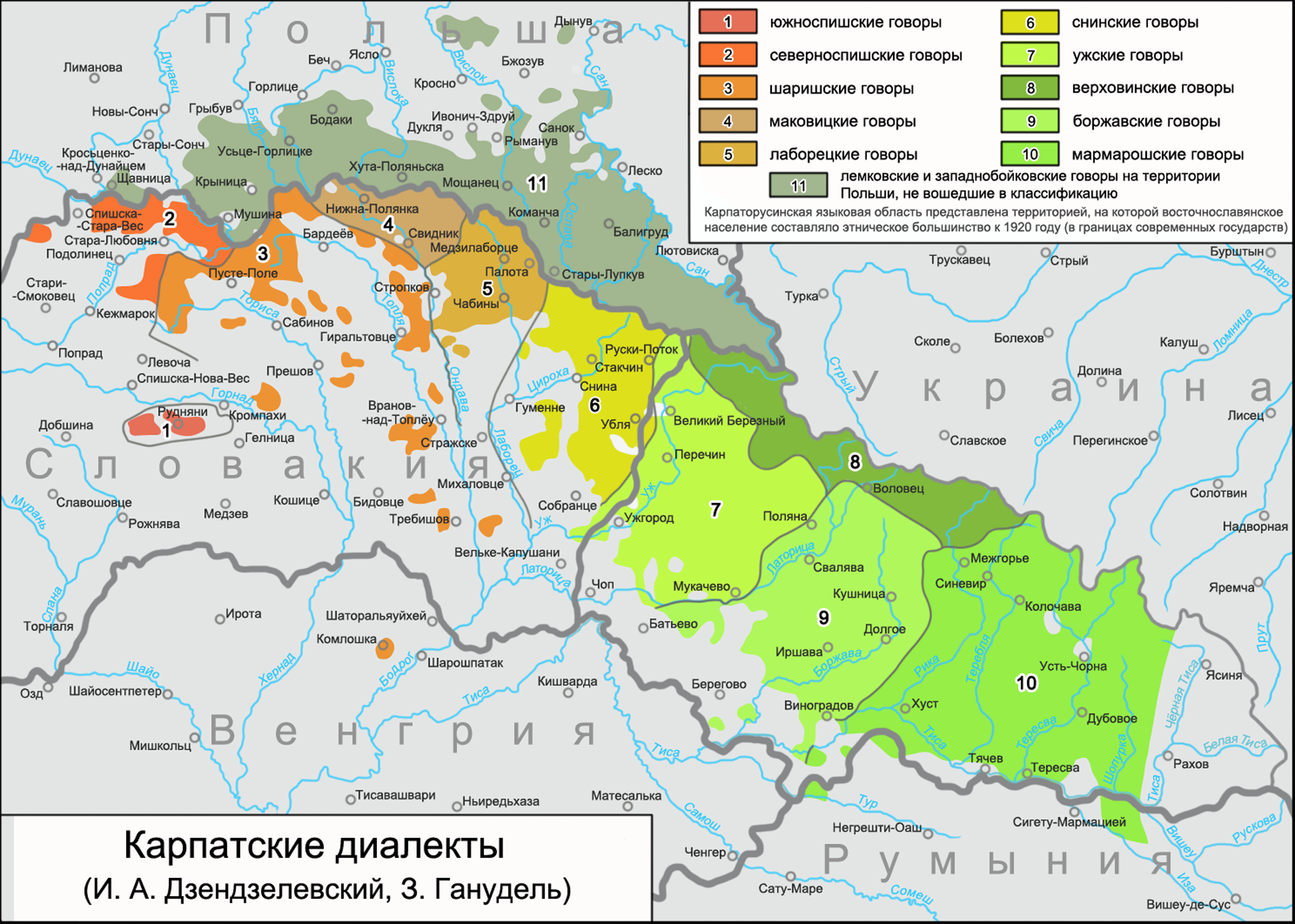
Область распространения марморошских говоров на карте карпатского диалектного региона (по классификации И. А. Дзендзелевского)

Мармаро́шские го́воры (также мараморошские говоры, восточнозакарпатские говоры, восточномармарошские говоры, тересвянско-рикские говоры; русин. мароморошськый діалект; укр. марамороські говірки, східнозакарпатські говірки, тересвянсько-річанські говірки, східномарамороські говірки) — восточнославянские говоры, распространённые в Тячевском районе, в восточной части Хустского района и в западной части Раховского района Закарпатской области Украины. Выделяются в классификации И. А. Дзендзелевского (в классификации «подкарпаторусского диалекта» Г. Ю. Геровского в мармарошском ареале выделены две группы говоров — южномармарошские и, переходные к бережским, северномармарошские). Рассматриваются как часть закарпатской группы говоров юго-западного наречия украинского языка или как часть восточного диалектного ареала карпаторусинского языка. Г. Ю. Геровский включал северную и южную группы мармарошских говоров в состав подкарпаторусского диалекта малорусского наречия русского языка.

## Область распространения
Мармарошские говоры сформировались в пределах северной части территории Мармарошского комитата Венгерского королевства (в исторической области Северный Мармарош). Согласно современному административно-территориальному делению Украины, ареал мармарошских говоров занимает восточную часть Закарпатской области (исключая крайне восточный регион, в котором распространены гуцульские говоры). На указанной территории находятся Тячевский район, восточная часть Хустского района и западная часть Раховского района.

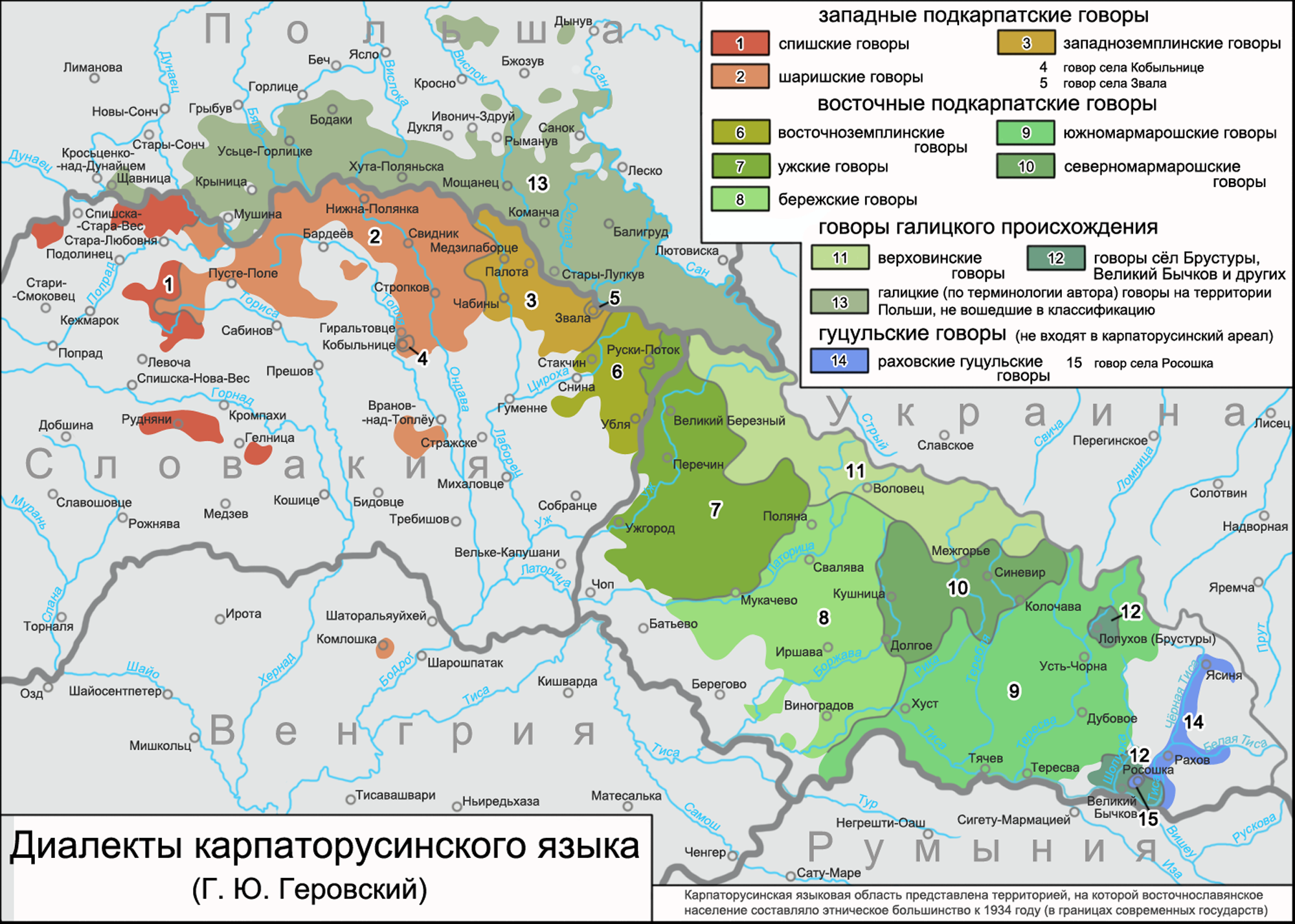
Область распространения южномармарошских и северномармарошских говоров на карте карпаторусинских диалектов (по классификации Г. Ю. Геровского)

Согласно карте говоров закарпатского региона И. А. Дзендзелевского, область распространения мармарошских говоров на западе граничит с ареалом боржавских (бережских) говоров, на северо-западе — с ареалом верховинских говоров, на севере — с ареалом бойковских говоров, на востоке — с ареалом гуцульских говоров и на юге — с ареалом румынского языка. На диалектологической карте подкарпаторусского диалекта Г. Ю. Геровского области распространения мармарошских говоров соответствует несколько диалектных ареалов:
- ареал южномармарошских говоров;
- ареал говоров Брустур (Лопухова), Великого Бычкова и некоторых других сёл на границе с гуцульской диалектной областью;
- ареал северномармарошских говоров, исключая небольшой район на левом берегу реки Боржавы (западный северномармарошский ареал), который у И. А. Дзендзелевского отнесён к боржавским говорам.

## Диалектные особенности
Основным диалектным признаком, по которому мармарошская группа говоров выделяется в закарпатском регионе, является распространение континуантов этимологических гласных о и е в новозакрытом слоге — у, ‘у: кун’ «конь», вул «вол»; мн‘уд «мёд», л‘уд «лёд», н‘ус «нёс», п‘ук «пёк» (при наличии i на месте е в ряде позиций — ôс’ін’ «осень», піч «печь»). Данный «укающий» тип произношения, схожий с произношением рефлексов о и е в новозакрытом слоге в ареале ужских говоров, противопоставляется произношению, распространённому в бережских (боржавских) и верховинских говорах: в бережских отмечается переход о, е > ÿ, ’ÿ (включая е > і) — кÿн’, вÿл; мн‘ÿд, н‘ÿс/нÿс (но ôс’ін’, піч), в верховинских отмечается переход о, е > і — кiн’, вiл; нiс, ôс’ін’, піч.

## В литературе
Диалектные черты мармарошских говоров в той или ной степени присущи произведениям русинских литераторов, родившихся в Северном Мармароше. Такие черты встречаются, в частности, в творчестве М. И. Града и В. С. Танчинеца. Как и литераторы ужского диалектного региона, они используют в своих текстах графему у, служащую для передачи звука на месте праславянских *о и *е в новозакрытом слоге — бережские литераторы этот звук обозначают буквой ÿ, а выходцы верховинского диалектного региона, пишущие на русинском — буквой i.

## Формирование языкового стандарта
Говоры мармарошской диалектной области вместе с говорами ужской диалектной области (так называемые говоры укающего типа), являются в настоящее время, по мнению исследователя русинского языка В. И. Падяка, основой, на которой формируется один из вариантов закарпатско-русинской языковой нормы. Попытки создания литературной нормы на мармарошских говорах предпринимались в прошлом известным русинским учёным, писателем и общественным деятелем А. Годинкой, который в первой половине XX века писал на своём родном южномармарошском сокирницком говоре. В наше время «укающие» говоры, как базу для грамматики «Материнськый язык: Писемниця русинського языка» (1999) использовали И. Ю. Керча, М. И. Алмаший, В. И. Молнар и С. Попович. Авторы издания отмечали, что «мароморошськый діалект покрыват булшу часть ареала и історично обоснованый як корінный пудкарпатськый говур», и также приводили мнение чешского языковеда и писателя Ф. Тихого, который считал, что «Основу місного підкарпатського языка треба глядати у Маромороши». Наряду с вариантами, основанными на бережских говорах и на «школьной грамматике», в которой используются графемы î и ô, мармарошско-ужский письменный стандарт (мароморошсько-ужанськый писемный стандарт) представляет собой одну из трёх ведущих конкурентных форм закарпатского литературного стандарта, которая в будущем может быть принята и поддержана большинством русинских общественных организаций Закарпатской области.